# Battle Creek (Michigan)
Battle Creek ist eine US-amerikanische Stadt im Calhoun County, Michigan. Das U.S. Census Bureau hat bei der Volkszählung 2020 eine Einwohnerzahl von 52.721 ermittelt.

## Geographie
Laut dem United States Census Bureau, hat die Stadt eine Fläche von 113,1 km2 von denen 110,9 km2 Landfläche sind und 2,2 km2 Wasserfläche. Battle Creek ist der Größe nach die drittgrößte Stadt in Michigan. Etwa 60 % der Stadtfläche ist entwickelt.

## Geschichte
Der Name „Battle Creek“ hatte seinen Ursprung in einem Gefecht zwischen einer Gruppe Landvermesser um Colonel John Mullett und zwei Indianern. Nach verschiedenen Quellen waren Mullett und seine Gruppe im Winter 1823/1824 mit Vermessungen in der Nähe der heutigen Stadt beschäftigt, als die Arbeit der Landvermesser von Indianern gestört wurde. Zwei Mitglieder der Gruppe, die im Lager geblieben waren, wurden von zwei Indianern angegriffen, die angeblich versuchten, den Proviant der Gruppe zu stehlen. Während des Kampfes wurde einer der Indianer schwer verletzt, die Landvermesser verließen daraufhin die Gegend und kamen erst im Juni 1824 zurück, nachdem Gouverneur Cass das Problem mit den Indianern beigelegt hatte. Aufgrund dieses Vorfalls wurde der nahe gelegene Fluss Battle Creek River genannt.
Die ersten Siedlungen in Battle Creek Township wurden um 1831 gebaut, wobei die meisten Siedler sich in der Nähe der fruchtbaren und leicht zu kultivierenden Goguac Prärie niederließen. Ein Postamt wurde in Battle Creek im Jahre 1832 eröffnet. Es folgten 1833 eine Schule sowie ein Sägewerk im Jahr 1837. Eine Ziegelei wurde 1840 von Simon Carr gegründet und bis 1903 betrieben. Die Gemeinde wurde im Jahre 1839 gegründet.
1850 kauften die spiritistisch gewordenen Quäker Reynolds und Dorcas Cornell für 924 US-Dollars 230 Acres Land auf der Bedford–Ebene, die südlich des Kalamazoo Rivers liegt, und errichteten dort bis 1855 eine Dorfsiedlung mit 140 Grundstücken und dem Namen Harmonia. Auch befreundete Adventisten siedelten sich dort an. Reynolds und sein Sohn Hiram gründeten 1852 ebenfalls eine Schule, die Bedford Harmonial Seminary oder Bedford Harmonial Institute genannt wurde. Doch bereits 1860 geriet sie in finanzielle Schwierigkeiten, am 4. August 1862 zerstörte ein Tornado oder Zyklon das Dorf, und die Gründerfamilie Cornell zog 1863 nach Nebraska weiter. Methodistische Farmer aus dem Erie County in Pennsylvania kauften um 1865 das Land und beendeten endgültig das idealistisch-utopische Siedlungsprojekt. Der Dorfname Harmonia lebt nur noch im Friedhof weiter, der im 21. Jahrhundert zum Bedford Township gehört.
Durch die Fusion vom Battle Creek Township und der Stadt Battle Creek im Jahr 1983 erhielt die Stadt fast 18.000 neue Bewohner. Dennoch ist die Bevölkerung eher rückläufig.

## Wirtschaft und Infrastruktur
Battle Creek ist Hauptsitz des Weltunternehmens Kellogg Company sowie von Post Cereals, einem Tochterunternehmen der aus Illinois stammenden Firma Mondelēz International.
Die Stadt ist der Handlungsort des Romans Willkommen in Wellville von T.C. Boyle sowie des gleichnamigen Films und der Fernsehserie Battle Creek.

## Söhne und Töchter der Stadt
- Will Keith Kellogg (1860–1951), Industrieller
- Donald Burmister (1895–1981), Bauingenieur und Geotechniker
- Sunny Clapp (1899–1962), Jazzmusiker, Bandleader und Songwriter
- Henry Clay Branson (1904–1981), Schriftsteller
- John Kitzmiller (1913–1965), Schauspieler
- Eric McKitrick (1919–2002), Historiker
- Charles Joseph Nelson (1920–2011), Regierungsbeamter und Diplomat
- Betty Hutton (1921–2007), Sängerin und Schauspielerin
- Watts S. Humphrey (1927–2010), Informatiker
- Joe Schwarz (* 1937), Politiker
- Philip H. Hayes (1940–2023), Politiker
- Jason Newsted (* 1963), Musiker
- Rob Van Dam (* 1970), Profi-Wrestler
- Lance Barber (* 1973), Schauspieler
- Dacia Bridges (1973–2019), Sängerin
- Tauren Wells (* 1986), Sänger christlicher Popmusik

## Bekannte Bewohner
- Sojourner Truth (1797–1883), ehemalige Sklavin, Abolitionistin und Wanderpredigerin, wohnte 1867 bis 1883 in der Siedlung Harmonia bei Battle Creek. Sie wurde auf dem Oak Hill Cemetery begraben. Eine Skulptur in Bronze der kalifornischen Künstlerin Tina Allen wurde im Monument Park bei der Ecke Division & Michigan Avenue im Jahr 1999 aufgestellt und erinnert an sie und ihr Wirken.[4][5]